# واینستین کمپانی
کمپانی واینستین (به انگلیسی: The Weinstein Company, TWC) یکی از شرکت‌های فیلم‌سازی آمریکایی است که توسط دو برادر به نام‌های هاروی و باب واینستین در اکتبر ۲۰۰۵ ایجاد شد. این دو ابتدا کمپانی میرامکس را در سال ۱۹۷۹ ایجاد کرده بودند.

## موفقیت‌ها
این شرکت موفق شده در سال ۲۰۱۱ با سخنرانی پادشاه و در سال ۲۰۱۲ با آرتیست جایزهٔ اسکار بهترین فیلم را ازآن خود کند. در عین حال در سال ۲۰۱۲ واینستین کمپانی به تنهایی ۸ اسکار را در فیلم‌های مختلف خود دریافت کرد.